# Upplands runinskrifter 800
Upplands runinskrifter 800 är en vikingatida runsten av granit som står rest vid Långtora kyrka, Långtora socken och Enköpings kommun. Runstenen försvann troligen redan på 1600-talet, men återfanns på 1950-talet av Sven B.F. Jansson.

## Inskriften
Translitterering av runraden:
oaskut:ar : lit : raesa : istaen : at : mintil : sun : s...
Normalisering till runsvenska:
Asgautr let ræisa stæin at Myndil, sun s[inn].
Översättning till nusvenska:
Asgöt lät resa ... Myndel, ... son ...